# Effingham County, Georgia
Effingham County är ett administrativt område i delstaten Georgia, USA, med 52 250 invånare. Den administrativa huvudorten (county seat) är Springfield. 

## Geografi
Enligt United States Census Bureau så har countyt en total area på 1 250 km². 1 241 km² av den arean är land och 9 km² är vatten.

### Angränsande countyn
- Hampton County, South Carolina - nord
- Jasper County, South Carolina - nordost
- Chatham County - i sydost
- Bryan County - syd
- Bulloch County - väst
- Screven County - nordväst